# Broaddus
Broaddus ist eine als Town ausgewiesene Gemeinde im San Augustine County in Osttexas. Der Ort – neben der Bezirkshauptstadt San Augustine die einzige ausgewiesene Ortschaft im County – liegt in dessen Südteil und ist 1904 um eine Eisenbahnstation herum entstanden. Seine Einwohnerschaft betrug laut Zensus-Zwischenerhebung 2016 223 Personen.

## Beschreibung
Geografisch liegt Boaddus im südlichen, großteils vom Angelina National Forest eingenommenen Teil des San Augustine County. Von der – im nördlichen Teil gelegenen – Bezirkshauptstadt San Augustine abgesehen ist Broaddus die einzige weitere ausgewiesene Ortschaft im County. Das Zentrum der Siedlung ist nicht weit entfernt vom Ufer des Sam Rayburn Reservoir – einer großen Talsperre, welche den Unterlauf des Angelina River aufstaut. Ebenfalls nicht weit vom Ortszentrum entfernt ist der Mündungsarm des Attoyac Bayou – eines Stehgewässers, dessen Verlauf die Grenze zwischen den Countys San Augustine und Nacogdoches bildet und das westlich der Ortschaft in einen Seitenarm des Sam Rayburn Reservoir einmündet. Aufgrund der sich hier sich kreuzenden Straßenverbindungen hat Broaddus die Rolle eines lokalen Verkehrsknotenpunkts inne. Neben dem das County in Nord-Süd-Richtung durchziehenden State Highway 147 sind dies die beiden Farm-to-Market-Roads 1277 und 83. Ortschaften in der weiteren Umgebung sind die County-Hauptstadt San Augustine sowie die Gemeindungen Brookeland (Sabine County), Zavalla (Angelina County), Etoile und Chireno (beide Nacogdoches County).
Historisch wurde Broaddus um eine Bahnstation herum begründet. 1904 entstand an der Stelle der heutigen Ortschaft eine Station der St. Louis Southwestern Railway. Die Ansiedlung florierte mit dem Holztransport; ab 1914 verfügte der Ort über eine Poststation und mehrere Geschäfte. 1925 wurde die Einwohnerschaft auf rund 400 geschätzt. In den 1930ern wurde der Eisenbahndienst für Broaddus eingestellt. Die Bevölkerungsanzahl sank bis 1960 auf 231; in den Folgejahrzehnten pegelte sie sich auf einen Wert um die 200 ein.

## Demografie
Laut US-Zensus 2016 lebten in Broaddus 223 Einwohner. 108 davon waren männlich, 115 weiblich. 167 Einwohner waren älter als 18 Jahre, 56 Einwohner Kinder oder Jugendliche, 26 Einwohner älter als 65 Jahre. Der ermittelte Altersmedian von 40,2 Jahren liegt sowohl über dem der Vereinigten Staaten insgesamt (37,7 Jahre) als auch dem des Bundesstaats Texas (34,2 Jahre). Bewohnt wird der Ort fast ausschließlich von Weißen; lediglich ein Einwohner gab als Ethnie Hispanic respektive Latino an. Verglichen mit den Umfrageergebnissen für das gesamte County ist der Altersmedian in Broaddus niedriger (County: 47,9 Jahre) und die ethnische Zusammensetzung der Bevölkerung homogener (County: knapp 69 % Weiße, knapp 22 % Afroamerikaner und knapp 7 % Hispanics). Das Medianeinkommen pro Haushalt betrug laut Quickfacts-Infos Anfang 2018 auf Census.gov 57.100 US-Dollar (USD). Die Seite statisticalatlas.com führte als Wert für das Median-Haushaltseinkommen 51.000 US-Dollar auf und listete Broaddus in der Vergleichsübersicht unterhalb der Werte für Texas insgesamt (54.700 US-Dollar) sowie die USA (55.300 US-Dollar). Als Personen, die in Armut leben, wies der Zensus 6,7 % aus, als Personen ohne Krankenversicherung 15,2 %.

## Bildung
Der Broaddus Independent School District (Broaddus ISD 07) ist neben dem für San Augustine der zweite für das County zuständige Schulbezirk. Die Texas Education Agency führte für den Bezirk 2012 drei Schuleinrichtungen auf.